# Brzeszczotkowate
Brzeszczotkowate, brzeszczotowate, nożowce, śledziówki (Notopteridae) – rodzina ryb z rzędu kostnojęzykokształtnych. Większość gatunków jest poławiana jako ryby konsumpcyjne, niektóre są hodowane w akwariach. W zapisie kopalnym znane są co najmniej z późnej kredy (cenoman).

## Występowanie
Zasiedlają głównie wody słodkie, niekiedy spotykane są również w wodach słonawych tropikalnej strefy Afryki i Azji Południowo-Wschodniej.

## Charakterystyka
Ryby z tej rodziny mają bocznie spłaszczone ciało, zwężające się ku tyłowi. Płetwa ogonowa zakończona szpiczasto połączona jest z mocną i rozbudowaną płetwą odbytową. W formie szczątkowej występują płetwy brzuszne, u niektórych gatunków zanikły całkowicie. Pysk uzbrojony jest w zęby. Wszystkie gatunki, z wyjątkiem brzeszczotka czarnego, mają płetwę grzbietową.
Osiągają 80–100 cm długości. Najbardziej aktywne są w porze nocnej, w dzień ukrywają się wśród roślin, korzeni w dennej strefie. Gatunki są uzależnione od powietrza atmosferycznego i w tym celu muszą co jakiś czas podpływać do powierzchni, by nabrać powietrza za pomocą dodatkowego narządu oddechowego utworzonego z pęcherza pławnego, który obok skrzeli pełni dodatkową funkcję w procesie oddychania.
Odżywiają się larwami owadów, skorupiakami, robakami oraz mniejszymi rybami.
Rozród w wodzie o twardości 6–14°n, pH do 7 i temperaturze do 26°C. Przebiega w strefie toni wodnej wśród korzeni, głazów i roślin, niekiedy w przygotowanych dołkach w podłożu. Opiekę nad złożoną ikrą przejmują oboje rodzice do czasu, gdy narybek zaczyna pływać w pełni samodzielnie.

## Klasyfikacja
Rodzaje zaliczane do tej rodziny:
Chitala — Notopterus  — Papyrocranus  — Xenomystus
Rodzajem typowym rodziny jest Notopterus.